# ベストフレンド (1995年のテレビドラマ)
『ベストフレンド』は、1995年10月16日から12月11日まで、日本テレビ系列で放送されたよみうりテレビ制作のテレビドラマ。放送時間は、毎週月曜22:00 - 22:54（JST）。全9回。

## 概要
木曜夜9時台からのドラマ枠移動により、『お初天神』以来15年ぶりとなる月曜10時枠の連続ドラマ再スタートとなった作品。松雪泰子と深津絵里の初共演で、女性同士の友情を描いたドラマであった。
現在、ソフト化はされていない。

## キャスト
- 青山楓：松雪泰子
- 野川由子：深津絵里
- 塩見航平：高橋克典
- 和泉圭太郎：松岡昌宏
- 園田彩：遠山景織子
- 山田太介：山本太郎
- 田所龍一：金田明夫
- 白井怜子：水野真紀
- 園田哲也：東幹久
- 黒沢道彦：堺正章

## スタッフ
- 脚本：中園ミホ、林誠人
- 音楽：大島ミチル
- 主題歌：山下達郎「世界の果てまで」
- 挿入歌：松雪泰子「Rain―雨に抱かれて…―」
- チーフプロデューサー：富田求
- プロデュース：藤井裕也、松村俊二
- 演出：小椋久雄、佐藤祐市
- 協力：バスク、共立、フジアール、多摩スタジオ
- 制作プロダクション：共同テレビ
- 制作著作：よみうりテレビ

## サブタイトル
| 第1話                                                       | 1995年10月16日 | 大失恋…               |
| 第2話                                                       | 1995年10月23日 | あなたを忘れたい      |
| 第3話                                                       | 1995年10月30日 | 私の方が傷ついた      |
| 第4話                                                       | 1995年11月6日  | 告白!年下男の愛       |
| 第5話                                                       | 1995年11月13日 | 禁じられた愛が揺れた… |
| 第6話                                                       | 1995年11月20日 | 運命の夜              |
| 第7話                                                       | 1995年11月27日 | ふたたび愛の過ち      |
| 第8話                                                       | 1995年12月4日  | 最高の夜…破局へ       |
| 第9話                                                       | 1995年12月11日 | 聖夜にあなたと会える  |
| 平均視聴率 10.1% （視聴率は関東地区・ビデオリサーチ社調べ） |                |                       |

| 読売テレビ 月曜10時枠の連続ドラマ                                                     | 読売テレビ 月曜10時枠の連続ドラマ                                | 読売テレビ 月曜10時枠の連続ドラマ              |
| 前番組                                                                                | 番組名                                                           | 次番組                                         |
| ------------------------------------------------------------------------------------- | ---------------------------------------------------------------- | ---------------------------------------------- |
| 枠設立前につき無し                                                                    | ベストフレンド （1995.10.16 - 12.11）                            | オンリー・ユー〜愛されて〜 （1996.1.8 - 3.11） |
| 読売テレビ制作 連続ドラマ                                                             |                                                                  |                                                |
| 好きやねん （1995.7.6 - 9.21） 【ここまで木曜9時枠】                                  | ベストフレンド （1995.10.16 - 12.11） 【ここから月曜10時枠】     | オンリー・ユー～愛されて～ （1996.1.8 - 3.11） |
| 読売テレビ制作・日本テレビ系列 月曜22時台                                             |                                                                  |                                                |
| 関口宏のびっくりトーク ハトがでますよ! （1993.4 - 1995.9） 【同番組までバラエティ枠】 | ベストフレンド （1995.10.16 - 12.11） 【本番組より連続ドラマ枠】 | オンリー・ユー〜愛されて〜 （1996.1.8 - 3.11） |